# Aufkirchen (Oberding)
Aufkirchen ist ein Gemeindeteil der Gemeinde Oberding im oberbayerischen Landkreis Erding mit etwas über 1000 Einwohnern.

## Lage
Das Pfarrdorf liegt auf freier Flur, etwa 3 km westlich des Erdinger Stadtzentrums. Im Westen fließt der Mittlere-Isar-Kanal.

## Geschichte
Die erste urkundliche Erwähnung Aufkirchens erfolgte während der Amtszeit von Gottschalk von Hagenau als Freisinger Bischof. Damals übertrug ein Graf Otto seine Besitzung in Aufkirchen an das Domkapitel. Aufgrund des Kirchenpatroziniums ist ein hohes Alter der Pfarrei wahrscheinlich. Noch bis weit in das 19. Jahrhundert hinein war die Kirche St. Johann Baptist geistlicher Mittelpunkt des gesamten Moosrains, der Landschaft am Rande des Erdinger Mooses. Erst 1884 wurde Moosinning zu Pfarrei erhoben, 1946 folgten Niederding und Schwaig. Seit dem 1. Mai 1983 ist Aufkirchen wieder mit den beiden letztgenannten Pfarreien in einem Pfarrverband vereinigt. Später kam noch die Pfarrei Eitting zum Pfarrverband dazu. Im April 2012 wurde eine Renovierung des Pfarrkirche abgeschlossen.

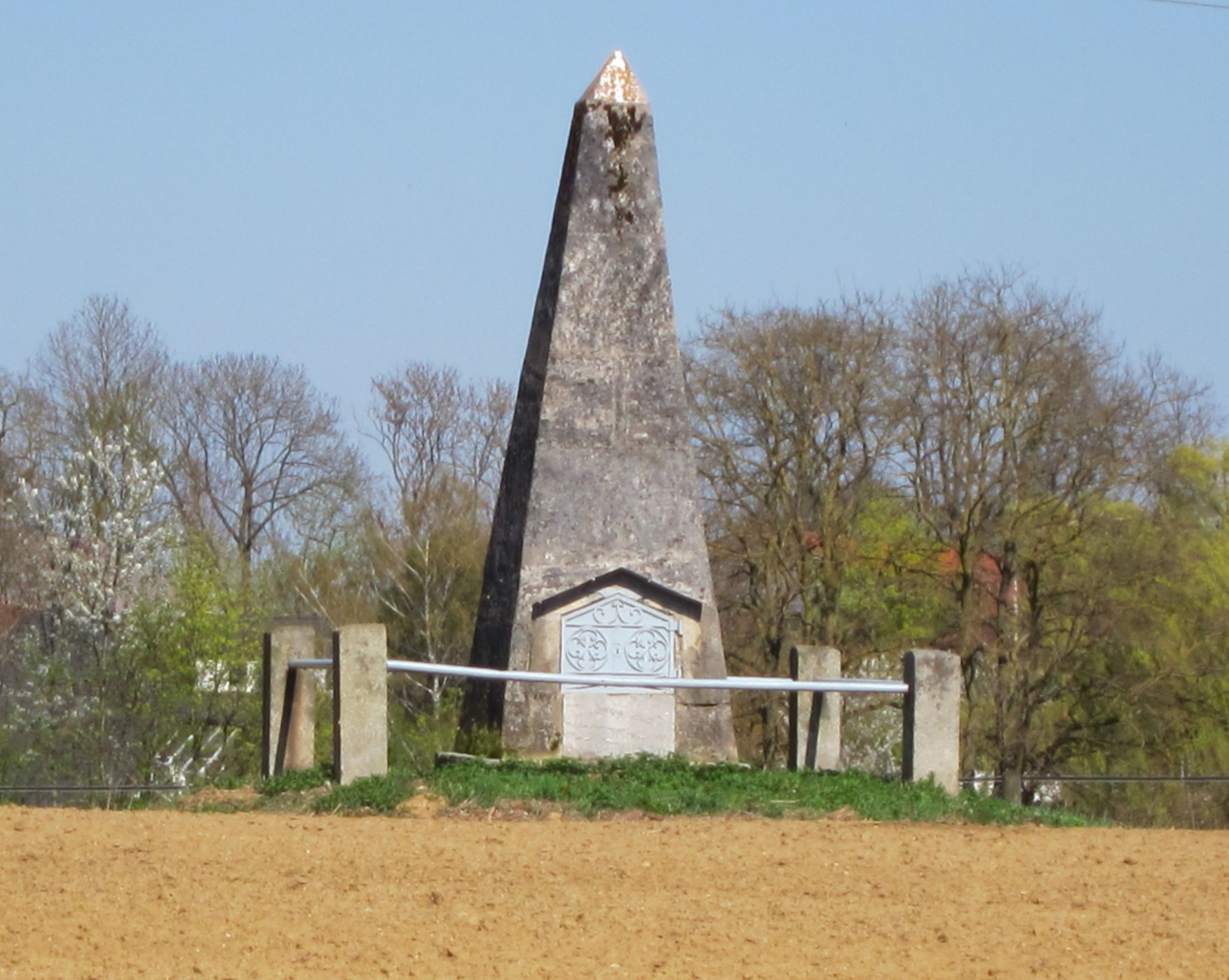
Basispyramide Aufkirchen

Aufkirchen war einer der beiden Endpunkte der Basislinie Unterföhrung-Aufkirchen, als im Jahre 1801 die vollständige Vermessung Bayerns begonnen wurde. Die Basispyramide steht in der Nähe des Kraftwerks Aufkirchen.

## Wappen
Auf den Ortsschildern die anlässlich des 1000sten Jahrestages Aufkirchens aufgestellt worden sind, ist ein Wappen abgebildet.
Auf dem Schild ist in alter Schwabacher Schrift „1000 Jahre Aufkirchen 995~1995“ geschrieben. Daneben ein goldener, bayrischer Löwe mit silberner Krone – in seinen Klauen das Wappen.
Der obere Platz des Wappens stellt bayrische Rauten dar. Der Untere Platz besteht aus 2 Spalten: Auf der linken Seite auf goldenem Hintergrund die Pfarrkirche St. Johannes, auf der Rechten auf roten Hintergrund die Basispyramide.